# Elizabeth Pulman

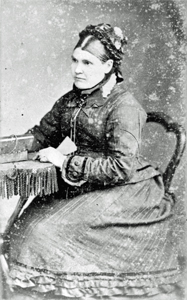
Elizabeth Pulman ca.1881

Elizabeth Pulman, geborene Chadd (* 1. August 1836 in Lymm, Cheshire, England; † 3. Februar 1900 in Auckland, Neuseeland) war eine in England geborene neuseeländische Fotografin. Sie wird als eine der ersten professionellen Fotografinnen Neuseelands angesehen.

## Biografie
Pulman wurde am 1. August 1836 in Lymm, Cheshire, England als Tochter von Mary Clayton und ihrem Ehemann William Chadd, einem Maurer, geboren. Am 2. Mai 1859 heiratete Elizabeth in der St. Mary's Church in Manchester George Pulman, einen Tischler und Witwer mit zwei Söhnen. Elizabeth und George bekamen in Manchester ihre erste gemeinsame Tochter. Am 3. April 1861 segelten sie mit der Broadwater von Gravesend, London nach Auckland, Neuseeland, wo sie am 29. Juli 1861 ankamen. Auf Neuseeland wurden noch drei weitere Söhne und zwei Töchter geboren.
In Auckland gründete George Pulman im Jahr 1867 nach vorhergehender Beschäftigung als Konstruktionszeichner ein eigenes Fotostudio. Das Pulman's Photographic Studio, das Landschaftsfotografien und Porträts verkaufte. Elizabeth Pulman arbeitete im Fotostudio ihres Mannes mit und erlernte so das Handwerk der Fotografie. Hinweise auf eine vorherige Auseinandersetzung mit Fotografie gibt es nicht. Als George Pulman am 17. April des Jahres 1871 im Alter von 45 Jahren starb, führte Elizabeth Pulman das Geschäft alleine weiter.
Am 14. Juni 1875 heiratete sie den verwitweten Reporter John Blackman mit dem sie einen weiteren Sohn bekam.
Blackman vertrat Elizabeth Pulman im Jahr 1882 in einem Gerichtsfall gegen einen örtlichen Fotografen namens Charles Henry Monkton, der ihr Foto des Maorikönigs  Tāwhiao, als sein eigenes verkaufte. Pulman gewann den Fall und Charles Henry Monkton wurde wegen illegaler Vervielfältigung und Verkaufs des Bildes verklagt. Dieser Gerichtsfall spricht für die Popularität der Fotografin und ihrer Werke, die anscheinend sogar Nachahmer auf den Plan riefen.
Gegen diese Verletzungen ihres geistigen Eigentums ging Elizabeth Pulman bereits 1871 vor, wenn auch nicht gerichtlich. Damals schrieb sie an die Zeitung The Daily Southern Cross, um die Öffentlichkeit darum zu bitten keine Raubkopien eines Fotos zu kaufen, das von ihrem verstorbenen Ehemann aufgenommen wurde, da ihr ansonsten eine große Einnahmequelle wegbrechen würde.
John Blackman starb am 11. Juni 1893 im Alter von 74 Jahren. Nach seinem Tod ging Elizabeth Pulman keine weitere Ehe mehr ein und führte das Fotostudio mit der Hilfe ihres Sohns Frederick weiter. Für den Erfolg des Pulman's Photographic Studio spricht der Fakt, dass Elizabeth Pulman sich und ihre Kinder auch in den Phasen ohne einen Ehemann, mit ihrer Tätigkeit als Fotografin weiter finanzieren konnte.

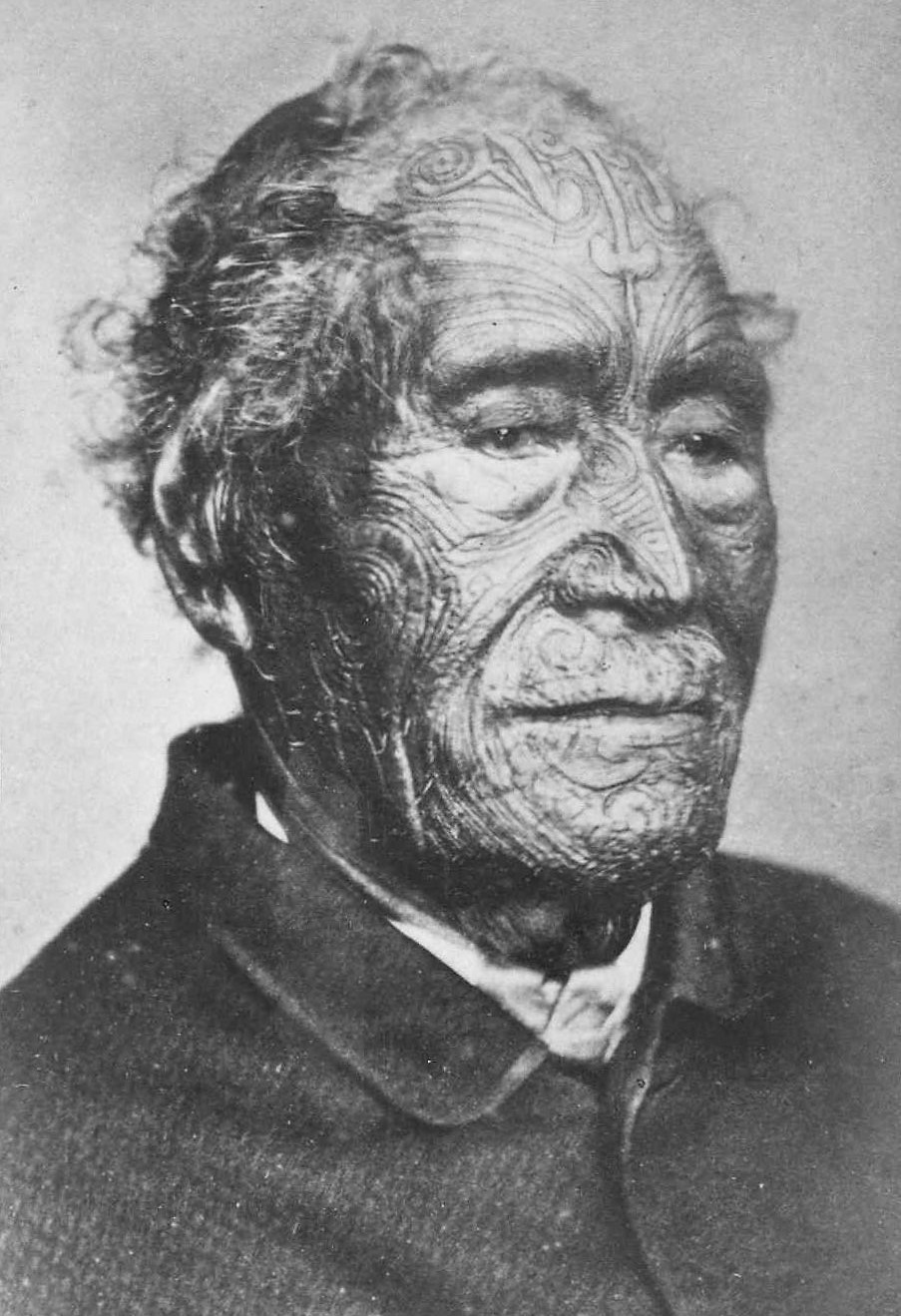
Kopf- und Schulterporträt von Tāmati Wāka Nene, ca. 1870

Zweimal verwitwet, arbeitete Pulman weiter in ihrem Studio und legte den Fokus weiterhin auf Landschaftsfotografien und Porträts.
Ihrer Porträtfotografien zeigen unter anderem wichtige Mitglieder von Maori-Stämmen, darunter den Stammesführer Tāmati Wāka Nene, König Tāwhiao sowie Tāwhiaos Tochter und seine zweite Ehefrau.
Viele der bis heute erhaltenen Werke des Pulman's Photographic Studio (Die Grenze zwischen George und Elizabeth ist, da sie gemeinsam in einem Studio arbeiteten nicht immer sauber zu ziehen) befinden sich heute in Museen und in den Sammlungen öffentlicher Bibliotheken. Besonders in Neuseeland werden die Fotografien von Elizabeth Pulman für ihre Dokumentation der Maorikultur sehr geschätzt und sind unter anderem in der Alexander Turnbull Library zu finden.
Elizabeth Pulman verstarb am 3. Februar 1900 in Auckland, Neuseeland. Das Pulman's Photographic Studio wurde kurz vor ihrem Tod verkauft, nachdem sie es beinahe 30 Jahre lang erfolgreich weitergeführt hatte.

## Werke
Elizabeth Pulman verkaufte in erster Linie Fotografien im Kabinettformat oder Visitformat. Die Fotografien wurden hier auf Kartonkarten fixiert, welche mit dem Schriftzug „Photographed by E. Pulman, Auckland.“ bedruckt wurden. Als Kopierpapier für die Abzüge ihrer Negative benutzte Pulman Albuminpapier, das zu ihrer Zeit eines der beliebtesten Kopierpapiere war. Sie arbeitete hier also voll im Standard ihrer Zeit und erzielte die für Albuminpapier charakteristischen Eigenschaften. Dazu gehören feine Details, ein breiter Tonwertumfang und ein warmer, leicht gelblicher Farbton.
Die Werke die eindeutig Elizabeth Pulman zugeordnet werden können, sind in erster Linie Porträts von Maori, die oft mit traditionellen Trachten wie Kakahus, Patu und Tā moko festgehalten wurden. Bei diesen Porträts fällt besonders der hohe Detailgrad auf mit dem die Tã moko fotografiert wurden. Diese sind ein wichtiger Teil der Maorikultur. Ohne die Werke von Elizabeth Pulman wären diese wichtigen Stücke der Geschichte und Identität der indigenen Bevölkerung möglicherweise verlorengegangen.
So schuf sie eine Sammlung von Porträts, die nicht nur die äußere Erscheinung der Menschen zeigten, sondern auch ihre Persönlichkeit und Individualität einfingen. Für diese dokumentarische Funktion werden Pulmans Bilder bis heute hochgeschätzt. Auffällig ist außerdem die respektvolle Art und Weise mit der die Maori abgebildet werden. Eine bloße Darstellung als „Wilde“, die in dieser Zeit durchaus noch üblich war, sucht man bei Pulman vergebens. In ihren Fotografien werden zeitgenössische Kleidung und die traditionellen Trachten der Maori in Kombination abgebildet. So wird eine einseitige und unvollständige Darstellung ihrer Lebensweise und Identität vermieden. Dieser respektvolle Umgang mit den Maori und ihrer Kultur könnte ein Grund dafür gewesen sein, dass führende Persönlichkeiten der Maori ihr Studio aufsuchten. Wovon Pulman wiederum profitierte, da sich diese Porträts einer großen Beliebtheit bei ihrer Käuferschaft erfreuten.

## Weiterführende Links
- https://natlib.govt.nz/items?text=Elizabeth+Pulman&commit=Search
- http://www.historiccamera.com/cgi-bin/librarium2/pm.cgi?action=app_display&app=datasheet&app_id=3454&